# Jo Siffert
Joseph Siffert (Friburgo, Suiza; 7 de julio de 1936-Kent, Inglaterra, Reino Unido; 24 de octubre de 1971), más conocido como Jo Siffert, fue un piloto de automovilismo suizo. Se destacó en las carreras de resistencia, ganando 14 carreras en el Campeonato Mundial de Resistencia, incluidos los 1000 km de Nürburgring de 1968 y 1969, las 24 Horas de Daytona de 1968, la Targa Florio de 1970, y las 12 Horas de Sebring de 1968.
Además, Siffert disputó 96 carreras de Fórmula 1 entre 1962 y 1971, logrando dos victorias y cuatro podios adicionales, y resultó quinto en la temporada 1971, séptimo en 1968 y noveno en 1969.

## Carrera deportiva
Siffert era hijo del propietario de una lechería. Inicialmente se hizo un nombre en las "carreras con dos ruedas", antes de empezar con las "cuatro ruedas" con un Fórmula Junior Stanguellini. Cariñosamente conocido como "Seppi" por su familia y sus amigos más cercanos, Siffert entró en la Fórmula 1 en 1962 con un Lotus-Coventry Climax "cuatro cilindros", corriendo después para la escudería suiza Filipinetti. Terminó uniéndose al equipo privado británico de Rob Walker: Rob Walker Racing Team en 1964.
En 1968, Siffert entró en los anales de la historia de la F1 al ganar el Gran Premio de Gran Bretaña en Brands Hatch con un Lotus 49B de la escudería Rob Walker Racing Team, dejando a Chris Amon (Ferrari) en segundo lugar después de muchas y muy intensas vueltas.
Mientras el estatus de Siffert en la F1 crecía poco a poco, su fama le vino como piloto oficial de Porsche y su lucha para conquistar la Campeonato Mundial de Resistencia. En 1968, Siffert y Hans Herrmann ganaron las 24 Horas de Daytona y las 12 Horas de Sebring con un Porsche 907, marcando el mayor número de victorias en la historia de la compañía.
Más tarde, las exhibiciones de Siffert al volante del Porsche 917 marcaron época, logrando su mayor número de victorias en Europa. Además, Siffert fue elegido por Porsche para ayudar a lanzar su programa de desarrollo CanAm, conduciendo un Porsche 917 PA spyder en 1969 y acabando cuarto en el campeonato, a pesar de sus pocas participaciones.
En 1970 se unió al equipo de Brian Redman donde condujo un Porsche 908/3 que le llevó a la victoria en el Targa Florio. Ese mismo año, Porsche enroló a Siffert en los trabajos March Engineering en la F1 puesto que la compañía alemana no deseaba perder uno de sus conductores premiados para rivalizar con Ferrari. Su asociación con March en F1 fue desastrosa, así que lo convencieron para unirse al corredor rival de Porsche, Pedro Rodríguez en BRM la siguiente temporada.
Jo Siffert ganó el Gran Premio de Austria de 1971, pero falleció en una carrera (fuera del campeonato) de F1 al final de la temporada en Brands Hatch, el circuito donde logró su primera y más genial victoria en 1968. La suspensión de su BRM sufrió graves daños en la primera vuelta en un incidente con Ronnie Peterson, y más tarde se rompió. Su BRM se chocó y Siffert no pudo salir del coche ardiendo.
Este accidente llevó rápidamente a una revisión de la seguridad, tanto en los coches como en los circuitos. Después de la investigación realizada por el RAC (Royal Automobile Club, la representación organizativa y reguladora de la FIA en esos momentos), se descubrió que murió por falta de oxígeno e inhalación de humo y no por las heridas causadas por el accidente. Además, ninguno de los extintores de pista funcionaba por lo que fue imposible alcanzar el coche y rescatar a Siffert. Los extintores de 'a bordo' (que usan BCF: Bromoclorodifluorometano, producto utilizado en aeronaves) y el aire insuflado a los conductores directamente al casco se volvió obligatorio.
Irónicamente la escudería BRM a fines del año 1971 se había quedado sin pilotos, dado que Pedro Rodríguez y Jo Siffert habían muerto en las pistas, pero fuera de los campeonatos de Fórmula 1.
A su funeral en Suiza asistieron 50.000 personas, y un -Porsche 917 del equipo John Wyer acompañó al coche fúnebre.
En el año 2005, el director Men Lareida hizo un documental de hora y media sobre la vida de este piloto: Jo Siffert - live fast, die young. .

## Resultados

### Fórmula 1
(Clave) (negrita indica pole position) (cursiva indica vuelta rápida)
| Año  | Escudería                             | 1       | 2       | 3       | 4       | 5       | 6       | 7       | 8       | 9       | 10      | 11      | 12    | 13      | Pos. | Pts. |
| ---- | ------------------------------------- | ------- | ------- | ------- | ------- | ------- | ------- | ------- | ------- | ------- | ------- | ------- | ----- | ------- | ---- | ---- |
| 1962 | Ecurie Nationale Suisse               | NED     | MON DNQ |         |         |         |         |         |         |         |         |         |       |         | NC   | 0    |
| 1962 | Ecurie Filipinetti                    |         |         | BEL 10  | FRA Ret | GBR     | GER 12  | ITA DNQ | USA     | RSA     |         |         |       |         | NC   | 0    |
| 1963 | Siffert Racing Team                   | MON Ret | BEL Ret | NED 7   | FRA 6   | GBR Ret | GER 9   | ITA Ret | USA Ret | MEX 9   | RSA     |         |       |         | 14.º | 1    |
| 1964 | Siffert Racing Team                   | MON 8   | NED 13  | BEL Ret | FRA Ret | GBR 11  | GER 4   | AUT Ret | ITA 7   |         |         |         |       |         | 10.º | 7    |
| 1964 | R.R.C. Walker Racing Team             |         |         |         |         |         |         |         |         | USA 3   | MEX Ret |         |       |         | 10.º | 7    |
| 1965 | R.R.C. Walker Racing Team             | RSA 7   | MON 6   | BEL 8   | FRA 6   | GBR 9   | NED 13  | GER Ret | ITA Ret | USA 11  | MEX 4   |         |       |         | 12.º | 5    |
| 1966 | R.R.C. Walker Racing Team             | MON Ret | BEL Ret | FRA Ret | GBR NC  | NED Ret | GER     | ITA Ret | USA 4   | MEX Ret |         |         |       |         | 14.º | 3    |
| 1967 | Rob Walker/Jack Durlacher Racing Team | RSA Ret | MON Ret | NED 10  | BEL 7   | FRA 4   | GBR Ret | GER Ret | CAN DNS | ITA Ret | USA 4   | MEX 12  |       |         | 12.º | 6    |
| 1968 | Rob Walker/Jack Durlacher Racing Team | RSA 7   | ESP Ret | MON Ret | BEL 7   | NED Ret | FRA 11  | GBR 1   | GER Ret | ITA Ret | CAN Ret | USA 5   | MEX 6 |         | 7.º  | 12   |
| 1969 | Rob Walker/Jack Durlacher Racing Team | RSA 4   | ESP Ret | MON 3   | NED 2   | FRA 9   | GBR 8   | GER 11† | ITA 8   | CAN Ret | USA Ret | MEX Ret |       |         | 9.º  | 15   |
| 1970 | March Engineering                     | RSA 10  | ESP DNQ | MON 8   | BEL 7   | NED Ret | FRA Ret | GBR Ret | GER 8   | AUT 9   | ITA Ret | CAN Ret | USA 9 | MEX Ret | NC   | 0    |
| 1971 | Yardley Team BRM                      | RSA Ret | ESP Ret | MON Ret | NED 6   | FRA 4   | GBR 9   | GER DSQ | AUT 1   | ITA 9   | CAN 9   | USA 2   |       |         | 5.º  | 19   |